# كينيث أندرياسن
كينيث أندرياسن (بالنرويجية البوكمول: Kenneth Andreassen)‏ (22 مايو 1985 - ) هو مدرب كرة قدم ولاعب كرة قدم نرويجي في مركز الوسط. لعب مع نادي ليلستروم وHamarkameratene ‏ وUllensaker/Kisa IL ‏ وStrømmen IF ‏ وValdres FK ‏.